# Раджабян, Мехди
Мехди Раджабян (перс. مهدی رجبیان‎) —  иранский композитор и музыкант. В 2013 и 2015 годах он был осуждён за незаконную музыкальную деятельность. Он выпустил альбом «Middle Eastern» в сотрудничестве с рядом других ближневосточных артистов. Раджабиан стал первым композитором, получившим Minority Award Организации Объединённых Наций. Раджабиан сотрудничал в различных проектах с такими музыкантами, как Харви Мейсон-младший, Джефф Коффин, Дэниел Хо, Ваутер Келлерман, Тейлор Эйгсти, Николь Зурайтис, Эммануэле Бальдини. Мехди также написал музыку для нескольких официальных видеотизеров Mercedes-Benz.

## Биография
За несколько лет Раджабян изучил иерархию иранской музыки, начав обучение у мастеров традиционной музыки, а также записал и исполнил несколько альбомов, например, «History of Iran Narrated by Setar», в качестве исполнителя на сетаре, композитора и продюсера. Он также работал звукооператором и звукорежиссёром на нескольких музыкальных альбомах. Раджабиан также был студентом. Его специальность была связана с его профессиональной музыкальной деятельностью. Однако после ареста в 2013 году ему было запрещено продолжать обучение в этой области.

## Арест
Раджабиан официально участвовал и контролировал качество публикации и музыкальных композиций андеграундной музыки на портале Barg Music, основанный им в 2009 году. Он был арестован иранскими силами безопасности 5 октября 2013 года в своем офисе и переведен в отделение 2А тюрьмы Эвин. Суд приговорил Раджабиана к более чем двум месяцам одиночного заключения. В результате этого заключения, его личный проект (Barg Music) был закрыт. Когда Раджабиана арестовали, он записывал «History of Iran Narrated by Setar» в своей личной студии, все записи и жесткие диски с записанной музыкой были конфискованы, и проект затих.

## Тюремное заключение и голодовка
Мехди Раджабян был заключён в 7-й блок тюрьмы «Эвин» в Тегеране, но после ожесточённых столкновений с судебным приставом тюрьмы был переведён в 8-й блок для отбывания наказания. Спустя 10 месяцев заключения он объявил голодовку в знак протеста против несправедливого суда, отсутствия медицинской помощи в тюрьме и перевода в 8-й блок, где его изолировали от брата. После 14 дней забастовки Мехди прекратил её благодаря вмешательству официального представителя прокуратуры, присланного в тюрьму в качестве посредника. Однако он опубликовал открытое письмо, адресованное судебным властям Ирана, смог привлечь поддержку деятелей искусства со всего мира 30-дневной голодовкой и убедить судебные органы предоставить ему больничный лист для лечения заболеваний, вызванных голодовкой. После этого он также смог вернуться в блок № 7.

## Повторный арест
Мехди Раджабиан был вновь арестован 11 августа 2020 года за публикацию своего последнего альбома «Middle Eastern». Позже телеканал Fox News сообщил, что его временно отпустили под залог до суда. Как сообщает Рейтер, Раджабиан «был арестован после сообщений в СМИ о том, что его последний проект будет включать женский вокал и публикацию видео, на котором женщина танцует под его музыку». Аль-Джазира также сообщила, что он будет находиться под домашним арестом до суда. Освещение дела в мировых СМИ, таких как Fox News, Рейтер, Newsweek, BBC News, ABC, Financial Times, The National, La Repubblica, Al Arabiya, Corriere della Sera и других, вынудило власти страны одобрить освобождение Раджабиана под залог до суда. В предыдущем деле, в 2015 году, Раджабиан объявил 40-дневную голодовку, что вынудило власти временно освободить его. В упомянутом ранее случае, он также был приговорён к трём годам условного срока, который теперь может быть приведён в исполнение в любой момент. После освобождения Мехди Раджабиан продолжил заниматься творчеством на Ближнем Востоке. Музыка, живопись, танцы, фотография и написание книг были элементами проекта «Middle Eastern». В нём приняли участие музыканты со всего Ближнего Востока. Из-за ареста музыканта этот проект, как и предыдущие, остался незавершённым. Что касается музыкальной части проекта, альбом был выпущен Sony Music в 2019 году.

## Реакция на арест
Арест Мехди Раджабиана вызвал множество реакций, в том числе и Саида Бумедухи, главы организации Amnesty International по Ближнему Востоку и Северной Африке. После протестов Amnesty International через все свои отделения по всему миру начала кампанию за освобождение Мехди, и к ней присоединились более двадцати тысяч артистов по всему миру. Однако перед этим международная организация Free Muse, отслеживающая статус музыкальных исполнителей по всему миру, начала кампанию и призвала всех артистов мира поддержать Мехди Раджабиану и выразить протест против тюремного заключения этого артиста. В этой кампании к Free Muse присоединились Международный ПЕН-клуб, Международная организация за права человека в Иране, Совет  Артистов Европы, Европейский совет авторов песен и композиторов и двадцать других ассоциаций. До этого министру культуры и исламского просвещения Али Джаннати были переданы ежегодный отчет Ахмеда Шахида, представителя ООН по правам человека в Иране, а также письма более четырехсот музыкантов и представителей СМИ. Новость о заключении в тюрьму иранского артиста Мехди Раджабиана получила широкий резонанс во всем мире и освещалась многими информационными агентствами, включая The Washington Post, The Guardian, The Independent, Аль-Арабия, BBC News, Le Figaro, CNN, Аль-Джазира и т. д. К кампании присоединились многие артисты, в том числе иранский музыкант Кейхан Кальхор, ирано-британская актриса Назанин Бониади, ирано-американская художница Ширин Нешат, иранская активистка и юрист Насрин Сотуде и иранский режиссер Джафар Панахи.

### Официальные реакции
После заключения Мехди Раджабяна в тюрьму, высокопоставленные официальные лица мира начали официально реагировать на этот приговор. Например, Генеральный секретарь ООН Пан Ги Мун опубликовал специальную декларацию о правах человека в мире. На девятой странице ежегодной декларации он упоминает об условиях содержания Мехди Раджабяна в иранских тюрьмах и призывает иранские власти безоговорочно освободить этого музыканта. Организация Объединенных Наций на своей ежегодной встрече записала имя Мехди Раджабиана в своем ежегодном отчете, среди артистов, которые были заключены в тюрьму и находятся под арестом за свое искусство. После этого Филип Лютер, глава Amnesty International, опубликовал официальное видео, в котором рассказал о Мехди Раджабиане, и призвал всех деятелей искусств мира начать всемирную кампанию в его поддержку. После организации международной петиции под руководмтвом Amnesty International, американский актёр Джонни Депп и известный музыкант Питер Гэбриел начали кампанию под девизом «Искусство — не преступление», чтобы выразить протест против цензуры и поддержать Раджабиана и всех других заключённых деятелей искусства. После заключения Мехди Раджабиана, норвежская артистка и политический деятель Осе Клевеланн заявила о своей поддержке и потребовала безоговорочного освобождения его и всех деятелей искусства, заключенных в тюрьму по всему миру.
Более 12 000 человек, включая различных правозащитников и деятелей искусства, подписали петицию, обращенную к властям Ирана с просьбой пересмотреть судебное дело Мехди Раджабиана и нескольких других заключенных. Комитет ООН по правам человека единогласно принял резолюцию против правительства Ирана за вопиющее нарушение прав человека в ответ на коллективную голодовку Мехди Раджабиана и семи других политических и идеологических заключенных тюрьмы Эвин. Сенат США продлил санкции, введённые против Ирана за нарушение прав человека, ещё на десять лет. Граждане европейских стран инициировали кампанию в его поддержку и сидячую забастовку перед посольствами Ирана в разных странах, демонстрируя его фотографии.

## Приговор суда
Дело Мехди Раджабиана рассматривалось летом 2015 года в 28-м отделении Революционного суда судьей Мугисехом. В итоге ему были предъявлены обвинения в незаконной художественной деятельности, оскорблении религиозных святынь и пропаганде, направленной против государства. Мехди был приговорён к шести годам тюремного заключения и штрафу. В 54-м отделении Исламского революционного суда этот приговор был обжалован и дополнен тремя годами тюремного заключения и тремя годами условного срока.

## Протест Мехди Раджабиана
В День свободы музыки организация «Free Muse» (международная организация, выступающая за свободу выражения мнений в области музыки) и сайт Music Freedom Day поддержали протестное движение Мехди Раджабяна. Он выразил протест и объявил на своей странице в Instagram, что его единственное имущество — сетар — будет продано для уплаты штрафа, назначенного в качестве наказания. Free Muse и сайт Music Freedom Day посвятили множество публикаций протестному движению этого иранского артиста. Фонд Muse Freeman Foundation поддержал продажу инструмента Мехди Раджабяна.
Его сетар был куплен Йоханом Верминненом, бельгийским музыкантом, на церемонии, устроенной специально для этой цели. Более того, маэстро Хоссейн Ализаде, иранский исполнитель на сетаре и таре, в знак поддержки поместил один из музыкальных инструментов Мехди в свою коллекцию.

## Карикатурная кампания за свободу
В 2016 году французская организация The United Sketches начала кампанию Карикатуры за свободу, целью которой было освобождение Раджабиана.